# Peter Reynolds (attore)
Peter Reynolds, all'anagrafe Peter Gordon Horrocks (Wilmslow, 16 agosto 1921 – Sydney, 22 aprile 1975), è stato un attore britannico.

## Carriera
Per la maggior parte della sua carriera recitò in film di serie B, in ruoli come "il criminalotto, il fidanzato inaffidabile, il ricattatore senza scrupoli, il gentiluomo sempre pronto ad accendere la sigaretta ad una signora".

## Morte
Verso la metà degli anni '70 si era trasferito a Sydney dove viveva da solo con il suo cagnolino. Lavorava in fiction televisive locali e come voce negli spot delle sigarette Woodbine.
Morì con il suo cane in un incendio nel suo appartamento a  Oxford St. Paddington il 22 aprile. L'incendio è stato causato da Reynolds che fumava a letto.

## Filmografia parziale

### Cinema
- The Dark Road (1948)
- The Guinea Pig (1948)
- Things Happen at Night (1948)
- Adamo ed Evelina (Adam and Evelyne), regia di Harold French (1949)
- Guilt Is My Shadow (1950)
- Smart Alec (1951)
- Four Days (1951)
- Stupenda conquista (The Magic Box), regia di John Boulting (1952)
- The Last Page (1952)
- The Woman's Angle (1952)
- 24 Hours of a Woman's Life (1952)
- I vinti, regia di Michelangelo Antonioni (1953)
- La tunica (The Robe) (1953)
- The Good Beginning (1953)
- Black 13 (1953)
- Devil Girl from Mars (1954)
- One Just Man (1954)
- Destination Milan (1954)
- Delavine Affair (1955)
- Born for Trouble (1955)
- You Can't Escape (1956)
- The Long Haul (1957)
- The Bank Raiders (1958)
- Il fronte della violenza (1959)
- Wrong Number (1959)
- Your Money or Your Wife (1960)
- Le rotaie della morte (The Challenge) (1960)
- Le mani dell'altro (1960)
- The Breaking Point (1961)
- Man Who Couldn't Walk (1961)
- Highway to Battle (1961)
- Spare the Rod (1961)
- A Question of Suspense (1961)
- Gaolbreak (1962)
- The Painted Smile (1962)
- West 11 (1963)
- Daleks' Invasion Earth 2150 A.D. (1966)
- Private Collection (1972)

### Televisione
- Colonnello March (Colonel March of Scotland Yard) – serie TV, episodio 1x03 (1956)